# شون رشيد
شون رشيد (1 مارس 1977 في المملكة المتحدة - ) (بالإنجليزية: Shaun Rashid)‏ هو لاعب كريكت بريطاني. لعب مع نادي مقاطعة بيدفوردشير للكريكت ‏ ونادي مقاطعة ستافوردشاير للكريكت ‏.

## وصلات خارجية
- شون رشيد على موقع إي آس بي آن كريك إنفو (الإنجليزية)